# Valparaíso (Caquetá)
Valparaíso es un municipio localizado en el departamento del Caquetá al sur de Colombia.

## División Político-Administrativa
Además de su Cabecera municipal. Valparaíso tiene bajo su jurisdicción los siguientes Centros poblados:
- Kilómetro 7
- Playa Rica
- Santiago de La Selva